# Wasted
A "Wasted" egy Juice Wrld dal, melyben közreműködött egy másik amerikai rapper Lil Uzi Vert. 2018. július 10-én debütált, melyet hozzáadtak egy korábban debütált albumhoz a Goodbye & Good Riddance-hez, ez az album 4. kislemeze. Ez az egyetlen dal az egész albumon melyen egy másik előadó is szerepelt. A premier az Apple Music Beats 1 című műsorán került bemutatásra.
A dal az Amerikai Hanglemezgyártók szövetségétől Platinum minősítést kapott

## Háttér
A dalban hivatkoznak a Grand Theft Auto (GTA) videojáték-sorozatra, a HotNewHipHop ezt az utalást úgy határozta meg, mint "egy elbűvölő játék üzenetnél, amely akkor jelenik meg, amikor elhunysz a GTA videojátékban", erre utal a dal neve. A dal megjelenése előtt Uzi Vert és Wrld együttműködött az utóbbi Lucid Dreams nevezetű dalán, melyből egy remixet csináltak. A dal egy részletét a közösségi médián mutatták be.

## Slágerlisták
| 2018                      | Legjobb helyezés |
| ------------------------- | ---------------- |
| Kanada (Canadian Hot 100) | 73               |
| US (Billboard Hot 100)    | 67               |

## Értékesítések
| Ország                | Lemezek  | Eladások  |
| --------------------- | -------- | --------- |
| Ausztrália (ARIA)     | Gold     | 35 000    |
| Kanada (Music Canada) | Platinum | 80 000    |
| USA (RIAA)            | Platinum | 1 000 000 |